# Пигоручей
Пигоручей — ручей в России, протекает по межселённой территории Онежского района Архангельской области. Длина ручья — 12 км.

## Общие сведения
Ручей берёт начало из болота Дровяной Мох на высоте выше 178 м над уровнем моря и далее течёт преимущественно в северо-восточном направлении по заболоченной местности.
Ручей в общей сложности имеет четыре малых притока суммарной длиной 12 км.
Устье ручья находится на высоте 166,0 м над уровнем моря в 85 км по правому берегу реки Илексы, впадающей в Водлозеро.
Населённые пункты на ручье отсутствуют.
Код объекта в государственном водном реестре — 01040100312202000016423.